# Supplantation
Supplantation (englisch to supplant – „ersetzen“) beschreibt die Fähigkeit von medialen Angeboten, bestimmte kognitive Operationen zu ersetzen. Der Begriff wurde durch den israelischen Lernpsychologen Gavriel Salomon geprägt.
Beispiele sind grafische Darstellungen von mathematischen Funktionen. Die grafischen Darstellungen ersetzen die Notwendigkeit, die Vorstellungen selbst zu bilden.